# C'mon, Let's go (KREVAの曲)
「C'mon, Let's go」（カモン・レッツゴー）は、日本のラッパーKREVAによる楽曲。日本で2011年9月8日発売の5作目のスタジオ・アルバム『GO』から先行してのセカンド・シングル。レーベルKnife Edgeよりの発売。作詞・作曲はKREVA自身で、楽曲スタイルはUKガラージと80年代ポップスの要素を合わせ持つポップソング、一方、歌詞の面ではKREVAが考える「最高のチーム論」がテーマとなっている。
フィジカル(CDなど物理的メディアでの販売 ダウンロードやストリーミングに対する語)では、日本のオリコンシングルチャートにて最高位13位を記録した。付随する楽曲のミュージック・ビデオは須永秀明が監督し、ビデオではビルの屋上のような場所でKREVAが歌う。途中からアカペラ歌唱に切り替わる。楽曲は音楽番組『MUSIC JAPAN』でパフォーマンスされた他、シンガポールの音楽イベント『MUSIC MATTERS 2011』、ROCK IN JAPAN FESTIVALでも披露された。

## 背景
「C'mon, Let's go」は、前作「挑め」に続く『GO』（2011年）からのセカンド・シングルとして日本にて2011年5月11日にリリースされた。この楽曲はアルバムの10曲目に配置され、名目上、「C'mon, Let's go」はアルバムを締めるラスト・トラックとなっている。この楽曲は、2011年1月頃に制作された。この楽曲のテーマは「最高のチーム論」であり、KREVAの考えるチーム論は"個々人の最高の力を結集させることで、全体でさらなる高みを目指していく"ことである。オフィシャル・インタビューの聞き手である三宅正一は、このチーム論を「C'mon, Let's go」のリリース直近に起きた東日本大震災と絡め、"現在の日本にダイレクトに響くメッセージ性をも内包している"とコメントしている。これに対しKREVAは次のように語っている：
「それぞれの動きや考えはバラバラでもいいと思うんですよ。最終的に目指すゴールが同じであれば。当初はライブを積極的に盛り上げようとするお客さんを思い浮かべていたんですけど、日本がこういう状況になって「別の意味をもつ曲になったね」ってスタッフと話していて。ただ、こういう時世を踏まえてもリスナーに届けられる曲を作っていた自分を信頼できるというか。そういう思いはありますね」

## 構成
「C'mon, Let's go」はUKガラージと80年代ポップスの要素を持つ"ステッパーズ系"の"コズミック・ビート"なポップソングである。楽曲は、KREVA自身によって作詞・作曲されている。「C'mon, Let's go」のボーカルでKREVAはオートチューンとボコーダーを多用、メロディにはシンセベース更に効果音としてハンドクラップを用いている。KREVAは楽曲の構成について「（略）まず速いトラックを作りたいなと思って。BPMが115を超えていて、メロディが自然と出てくるようなもの。フックは唄いすぎない歌、というイメージで。フックのメロディもラップもナチュラ ルにつながっていて、みんなでワンメロディを唄えるような仕上がりになっていると思います」と語っている。

## 評価
「C'mon, Let's go」は、音楽評論家から肯定的評価を得ている。いくつかの音楽評論家はこの楽曲を論評する上でまず、「ヒップホップのダイナミズム」「ラップの鬼チューン」と批評されたシングル前作にあたる「挑め」を引き合いに出し、「挑め」でKREVAが"アグレッシヴさ"を誇示してみせた点を前置きしている。リッスン・ジャパンのレビュアー森杜男は、楽曲について『「さあ、行こう！」というメッセージを軽妙に伝えるメロディアスなポップ・チューン』とコメントしている。『ROCKIN'ON JAPAN』のレビュアー小池宏和は、楽曲が震災以前に制作されたものでありながら歌詞がその後の社会の状況とリンクしている点を指摘し、特に"でも一言だけ言っとくぜ／突然くるその時って　まずは落ち込む前に声出して"の部分の一致について言及した。EMTG MUSICのレビュアー池田スカオ和宏は、『まさに今の日本、そして、これからの日本のために必要なことが、ハードにではなく、あえてポップに聴きやすく、だけど力強く伝えられている。』。更に前作「挑め」と比較し『逆に非常に肩の力の抜けた印象を受ける』と批評した。『CDジャーナル』は楽曲について『堅い語りでなくポップで上機嫌なトラック上で快いフロウを披露』とコメントしている。「C'mon, Let's go」は2011年5月11日にシングルとしてリリースされた後、発売初週に7,577枚を売り上げ、2011年5月第4週付の日本のオリコンシングルチャートに13位で初登場している。

## ミュージック・ビデオ
この楽曲のミュージック・ビデオは須永秀明が監督しており、ビデオはKREVAのYouTube公式チャンネルにて2011年4月26日に解禁された。ビデオは黒のフードを被り、黒のサングラスをかけ―と全身黒尽くめのKREVAが都会のビル群を見渡せる位置に立つシーンから始まり、そのまま楽曲を歌い始める。途中、突然トラックが止み、KREVAは楽曲をアカペラでラップし始め、そのままビデオは幕を閉じる。これについてBarksは『これはこれで別バージョンとして魅力にあふれ、音源化を望む気持ちもでてくるのが皮肉なオーディエンス心理だが、いずれにしろ、ひとつの楽曲から様々な魅力的な作品が生まれ出てくるのはKREVAならではの才であろう。』とコメントしている。

## ライブ・パフォーマンス
KREVAは「C'mon, Let's go」を日本の音楽番組『MUSIC JAPAN』でテレビ初披露している。彼はシンガポールで2011年5月25日から28日にかけて開催された音楽関係者向けのイベント"MUSIC MATTERS"に参加。5月27日、KREVAはシンガポールクラーク・キーにあるシンガポール最大規模のクラブTHE ARENAにて、約500人の観客の前で「C'mon, Let's go」をライブ・パフォーマンスしている。2011年のROCK IN JAPAN FESTIVALに出演した際にも楽曲は披露され、KREVAはミュージックビデオと同じ「C'mon, Let's go」のアカペラ・ヴァージョンをライブ・パフォーマンスしている。彼は5月27日のフェスに参加し、セットリストのラストでこの楽曲をパフォーマンスした。パフォーマンスでは、楽曲の途中でトラックが鳴り止みアカペラ状態の中、ラップでライブを行った。『ROCKIN'ON JAPAN』の上野三樹はライブ・レビューのなかでこのパフォーマンスを"息をのむほどに圧倒的"とコメントしている。

## 規格と収録曲
| - CDシングル 1. C'mon, Let's go 2. マカー (GB-mix) feat.AKLO,L-VOKAL (BETTER HALVES) 3. C'mon, Let's go [Inst.] -bonus track- 4. C'mon, Let's go [with hook] -bonus track- 5. C'mon, Let's go [Acappella] -bonus track- 6. マカー (GB-mix) feat.AKLO,L-VOKAL(BETTER HALVES) [Inst.] -bonus track- 7. マカー (GB-mix) feat.AKLO,L-VOKAL(BETTER HALVES) [Acappella] -bonus track- | - デジタル・ダウンロード 1. C'mon, Let's go 2. マカー (GB-mix) feat.AKLO,L-VOKAL (BETTER HALVES) |